# Bouteille de prélèvement

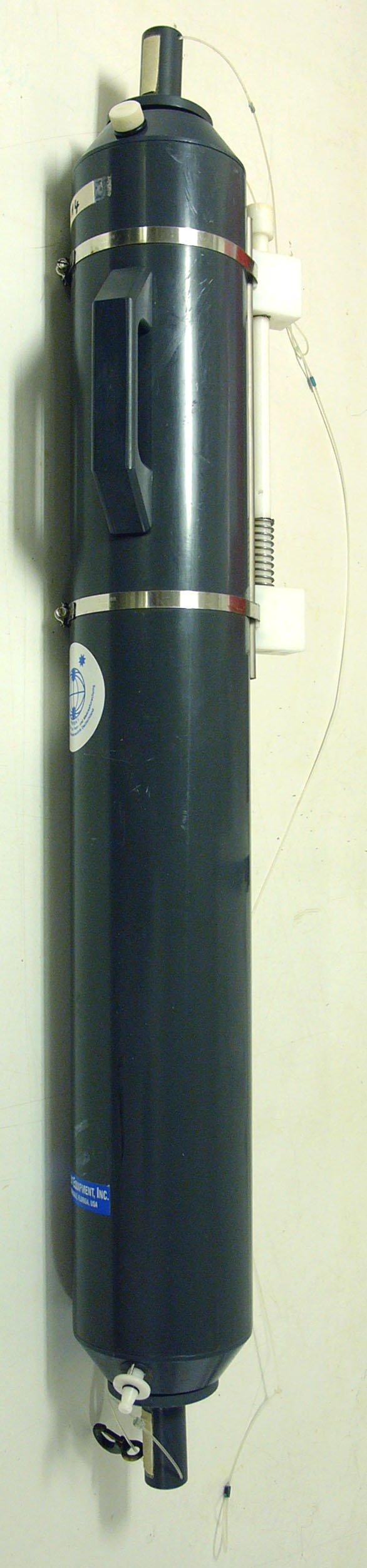
Bouteille de Niskin.

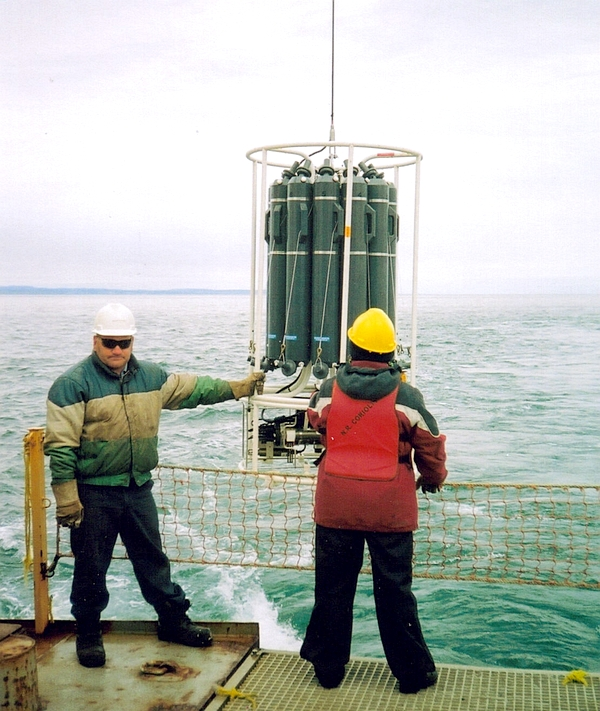
Une rosette. avec plusieurs bouteilles de Niskin, à bord du Coriolis II.

Une bouteille de prélèvement est un dispositif utilisé en océanographie pour prélever de l'eau à une profondeur donnée.  La bouteille est descendue au bout d'un câble jusqu'à la profondeur voulue.  Une masse, appelée messager, est alors envoyée le long du câble.  Lorsqu'elle atteint la bouteille, un mécanisme provoque le remplissage et la fermeture de la bouteille.  Les bouteilles modernes sont équipées d'électrovannes.
- Bouteille de Niskin

La bouteille de Niskin est une amélioration de la bouteille de Nansen.  Elle fait l'objet d'un brevet déposé par Shale Niskin en mars 1966.  La bouteille est munie de deux ouvertures et le messager ne provoque pas le retournement de la bouteille.
- Bouteille de Nansen

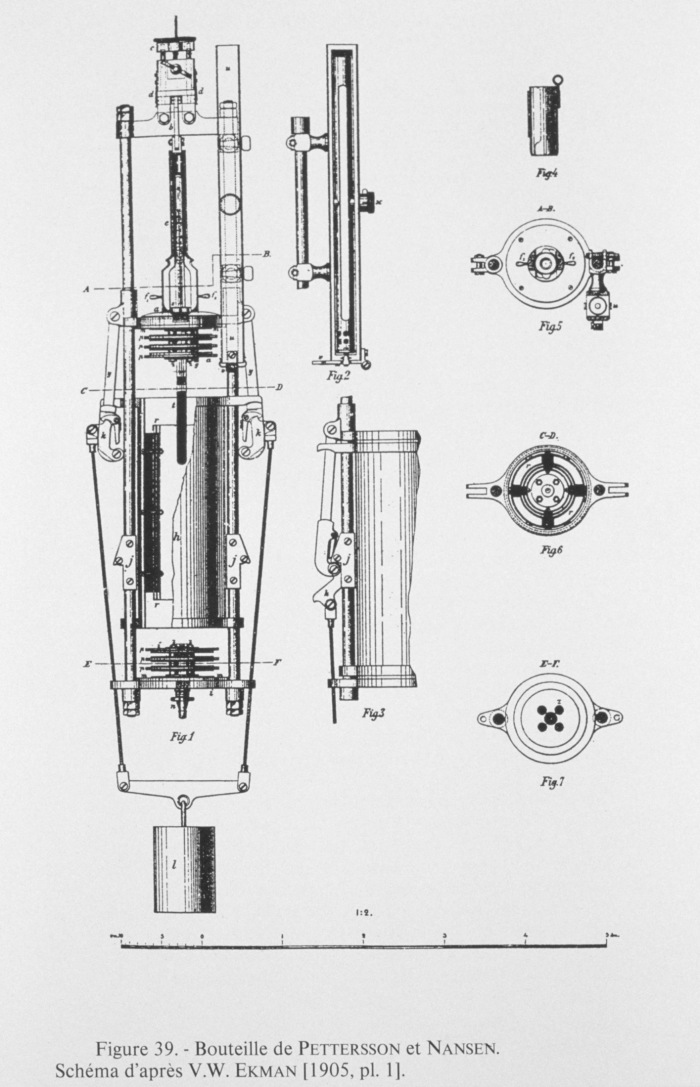
Bouteille de Nansen (d'après Ekman).

Développée au début du XXe siècle par l'océanologue et explorateur polaire Fridtjof Nansen.
Le messager provoque le retournement de la bouteille.